# Kościół św. Marcina i św. Małgorzaty w Porębie Żegoty
Kościół św. Marcina i św. Małgorzaty – rzymskokatolicki kościół parafialny znajdujący się w Porębie Żegoty w województwie małopolskim, w powiecie chrzanowskim, w gminie Alwernia.

## Historia
Obiekt wybudowano w 1762 roku z fundacji kasztelana wojnickiego Franciszka Szwarcenbarg–Czernego - ówczesnego właściciela wsi - obok  poprzedniego drewnianego kościoła wzmiankowanego w latach 1325–1327. Na początku XXI wieku przeprowadzono prace konserwatorskie ołtarza głównego, ambony, polichromii w prezbiterium oraz konserwację i remont elewacji zewnętrznej. Prace współfinansowane były przez Małopolski Urząd Marszałkowski, Ministerstwo Kultury i Dziedzictwa Narodowego, Program Rozwoju Obszarów Wiejskich 2007–2013 (współfinansowany ze środków Unii Europejskiej), Lokalną Grupę Działania „Partnerstwo na Jurze” oraz wiernych .

## Architektura
Budynek późnobarokowy murowany, sklepiony, jednonawowy z wieżą częściowo wtopioną w elewacje zachodnią. W latach 1898–1899 dobudowano według projektu Zygmunta Hendla po stronie wschodniej nowe prezbiterium i transept. Wewnątrz modernistyczna polichromia z 1910 roku - szkoła warsztatu Stanisława Wyspiańskiego. Ściany zewnętrzne z podziałami ramowymi, narożniki zaokrąglone .

## Wyposażenie wnętrza
- pięć ołtarzy rokokowych[6];
- dwa ołtarze późnobarokowe, z marmuru czarnego, szarego i czerwono-białego, przeniesione z katedry wawelskiej[3][6];
- obraz św. Walentego autorstwa Michała Stachowicza z 1824 roku[7];
- obraz z Chrystusem w Grobie autorstwa Wojciecha Eliasza-Radzikowskiego[7];
- monstrancja późnogotycka z przełomu XV i XVI wieku, uzupełniona około 1600 roku[6];
- kielich z ornamentem regencyjnej dekoracji cęgowej[8];
- dzwon z 1679 roku[6].

Kościół z plebanią i ogrodzeniem został wpisany do rejestru zabytków nieruchomych województwa małopolskiego.

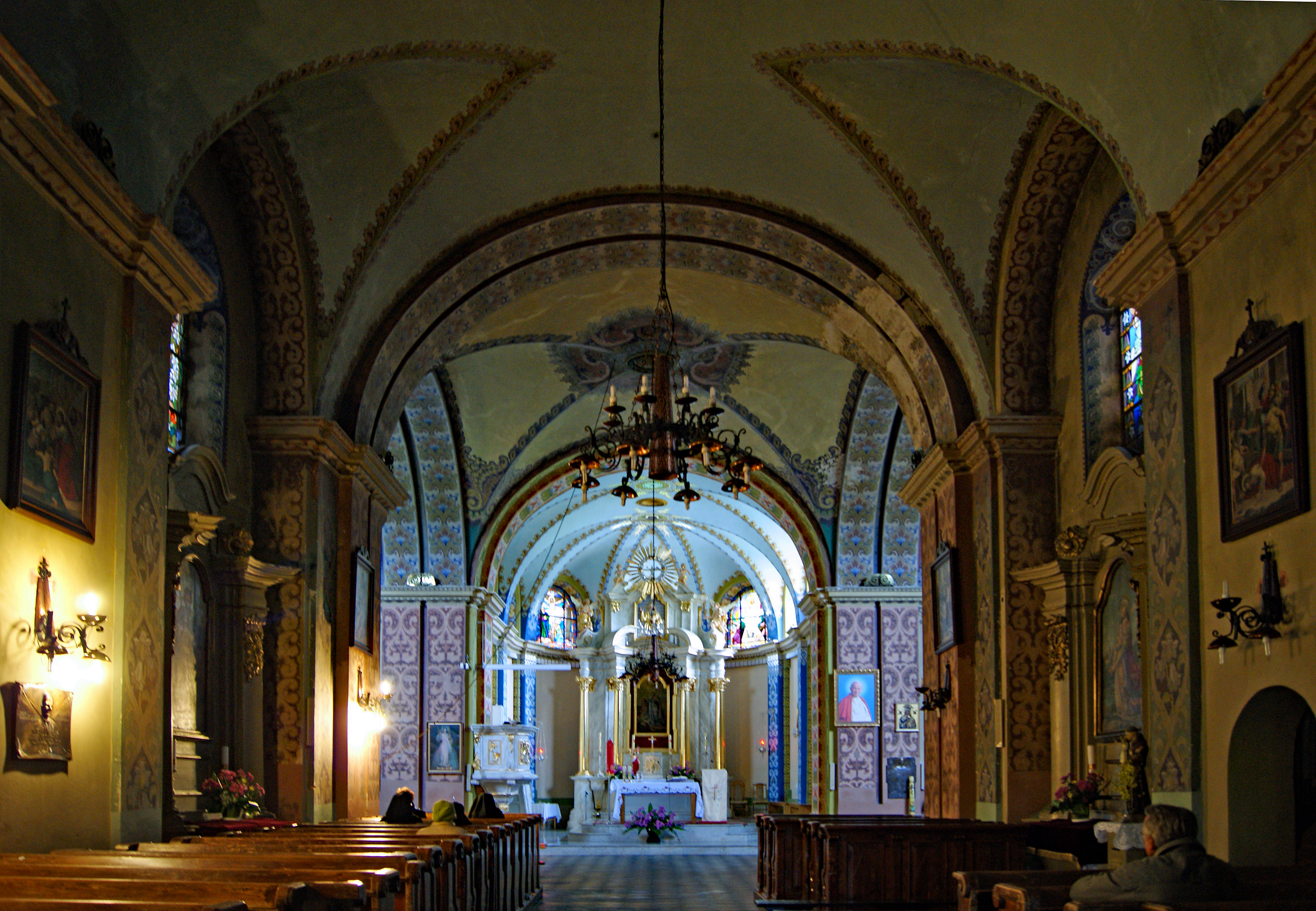
Wnętrze kościoła.